# Mura di Semproniano
Le mura di Semproniano costituiscono il sistema difensivo dell'omonimo borgo di origini medievali.

## Storia
La cinta muraria fu costruita durante il periodo medievale, a protezione e difesa dell'abitato di Semproniano. Gran parte dell'impianto del sistema difensivo risale al Duecento, quando gli Aldobrandeschi riqualificarono tutte le strutture adibite alla protezione e alla difesa del borgo.
Nel corso dei secoli successivi alcuni assedi determinarono gravi danno al sistema difensivo di Semproniano, tanto che i Senesi, nel corso del Quattrocento, dovettero effettuare lavori di ristrutturazione.
Mentre la Rocca aldobrandesca iniziò la fase di degrado a partire dalla metà del Seicento, le mura si mantennero pressoché integre, ma furono parzialmente inglobate, nel corso del tempo, in edifici abitativi che tendevano ad essere ampliati fino a raggiungere il corrispondente tratto della cerchia muraria che andava così a costituire le pareti perimetrali esterne di numerose abitazioni.

## Descrizione
Le mura di Semproniano si sviluppano a forma grossolanamente ellittica attorno al nucleo storico della località.
Nel complesso, il sistema difensivo è costituito da tratti di cortina muraria in pietra e argilla, che in alcuni punti si presentano a vista mentre in altri sono addossati o incorporati in edifici abitativi del centro storico. Nella parte sommitale del poggio, la cinta muraria giunge fino ai ruderi della rocca aldobrandesca, che in passato costituiva un'imponente fortificazione lungo il perimetro della cerchia.